# Seger i mörker
Seger i mörker är en svensk biografisk dramafilm från 1954 i regi av Gösta Folke. Filmen handlar om Gustaf Dalén, AGA-fyrens uppfinnare och nobelpristagare i fysik. I huvudrollerna ses Olof Bergström och Eva Stiberg. 

## Om filmen
Filmen hade premiär den 17 september 1954 i tingshuset i Gustaf Daléns födelseort Stenstorp i Västergötland. Stockholmspremiären var tre dagar senare på biograf Palladium vid Kungsgatan.
Seger i mörker har visats i SVT, bland annat 1990, 1994, 1998, 2015, i september 2020, i oktober 2022 och i november 2024.

## Rollista i urval
- Olof Bergström – Gustaf Dalén
- Eva Stiberg – Elma Persson / Elma Dalén
- Gunnar Björnstrand – Henrik Kugelström
- Kolbjörn Knudsen – Anders Johansson
- Erik Strandmark – Mellander
- Gunnar Sjöberg – Gustaf de Laval
- Åke Claesson – professor Wijkander
- Märta Arbin – Lovisa Johansson
- Carl Ström – Höjer
- Hans Strååt – Albin Dalén
- Gunnar Olsson – Anders Persson
- Olle Hilding – Bergquist